# Autoroute A133 (France)
L'autoroute A133 forme avec l'A134 le projet de contournement est de Rouen, en Normandie. Le décret de déclaration d'utilité publique de l'autoroute A133 a été signé le 14 novembre 2017 et publié au Journal officiel le 16 novembre.

## Présentation
Le projet d'autoroute A133 fait partie du projet plus large de contournement Est de Rouen. L'autoroute à 2 × 2 voies doit relier l'autoroute A28 au nord à l'autoroute A13 au sud. L'ensemble du projet de contournement Est de Rouen comprend aussi l'autoroute A134 et comporte 41,5 km de voies, 9 échangeurs et devrait attirer 20 000 à 30 000 véhicules par jour.

### Tracé
L'autoroute A133 doit relier l'autoroute A28 sur la commune de Quincampoix et l'autoroute A13 sur la commune d'Incarville. Un échangeur autoroutier, situé entre les communes de Gouy, Ymare et Les Authieux-sur-le-Port-Saint-Ouen doit permettre un échange avec l'autoroute A134. Il est prévu que l'autoroute traverse de nombreuses terres agricoles, des espaces naturels et passe à proximité d'habitations.

#### Tracé de la section nord de l'A133
- Échangeur entre A28 et A133
- Gare de Péage
- 13 Saint-Jacques-de-Darnétal - N31
- Viaduc autoroutier
- Viaduc sur la vallée de l'Aubette
- 14 La Neuville-Chant-d'Oisel - D6014
- Tunnel (tranchée couverte) au niveau du Hameau du Boc, à Boos
- 15 Saint-Aubin-Celloville - D94
- Échangeur entre A133 et A134

#### Tracé de l'A134
- Échangeur entre A133 et A134
- Viaduc sur la Seine
- Gare de Péage
- 16 Saint-Etienne-du-Rouvray - D18
- 17 D18E
- 18 Madrillet
- Échangeur entre A134, N138/A28 et N338/A150

#### Tracé de la section sud de l'A133
- Échangeur entre A134 et A133
- (en projet)  Échangeur entre  (Rouen) et A133
- (en projet)  17 Romilly-sur-Andelle : Pont-de-l'Arche, Igoville Romilly-sur-Andelle
  - (en projet) Viaduc de franchissement de la ligne de Gisors-Embranchement à Pont-de-l'Arche, de la ligne de Paris-Saint-Lazare au Havre, de la Seine et de l'Eure
- (en projet)  18 Val de Reuil : Incarville, Val de Reuil, (Parc d'affaires des Portes du Val de Reuil)
- Échangeur entre A13, A154 et A133 +  Péage de Incarville (à système ouvert)

### Financement
Le projet devrait faire l'objet d'une concession autoroutière, ce qui signifie que l'autoroute sera payante pour ses usagers. Le coût total du projet était estimé, lors de l'enquête publique, à 886 millions d’euros HT en valeur 2015 dont environ la moitié devrait être apportée par l’État et les collectivités locales.
En 2017, le département de l'Eure annonce, par la voix de son président Sébastien Lecornu, des critiques vis-à-vis du financement du contournement de Rouen. En septembre, le département confirme sa volonté de ne pas participer au financement du contournement est de Rouen. Selon lui, le département de l'Eure aura déjà beaucoup à payer pour adapter le réseau secondaire eurois au contournement de Rouen. La Communauté d'agglomération Seine-Eure a fait une annonce similaire. Ces deux annonces privent le contournement est de Rouen, de 50 Millions d'Euros de financement.
Le 13 septembre 2017, Hervé Morin, président de la région Normandie, Pascal Martin, président du conseil départemental de la Seine-Maritime, et Frédéric Sanchez, président de la Métropole Rouen-Normandie, annoncent être parvenu à un accord financier, permettant de pallier le retrait eurois. Les collectivités locales s'engagent à concourir au projet à hauteur de 157 M€ pour la Région (contre 122 M€ auparavant), 66 M€ pour la Métropole (contre 55 M€ auparavant) et 22 M€ pour le département de Seine-Maritime (contre 18,3 M€ auparavant), soit un quart du budget total.
Le financement de l'État dépendra du résultat des travaux du Conseil d'orientation des infrastructures, installé par la ministre des Transports Élisabeth Borne, et qui doit rendre ses conclusion début 2018.
Le 8 février 2021, l'assemblée métropolitaine de la Métropole Rouen Normandie présidée par Nicolas Mayer-Rossignol vote, à la majorité (76 pour, 43 contre et 4 abstentions) après plus de cinq heures de débats, une délibération proposant de ne pas financer l'ouvrage. À la suite de ce vote, les présidents du département de Seine-Maritime, Bertrand Bellanger, et de la région Normandie, Hervé Morin, proposent d'augmenter leurs apports prévus initialement (respectivement de 157 M€ à 205 M€ et de 22 M€ à 40 M€) afin de financer la part de la Métropole.

## Historique
Le projet d'un contournement autoroutier de Rouen est évoqué depuis les années 1970, période à laquelle plusieurs métropoles françaises réfléchissent elles aussi à se doter de contournements autoroutiers. À Rouen, la topographie complique un tel projet.
La construction de plusieurs infrastructures routières situées en centre-ville de Rouen comme le pont Mathilde, inauguré en 1980, et le tunnel de la Grand'Mare, ouvert en 1992, permettent d'absorber le trafic Nord-Sud à l'Est de Rouen. À l'ouest de Rouen, l'ouverture de la voie express Sud 3 (N338) en 1997 puis du pont Gustave-Flaubert en 2008 facilite le trafic routier Nord-Sud à l'Ouest de Rouen.
Le projet est toutefois relancé dans les années 90. La fermeture du pont Mathilde pendant près de deux ans, entre 2014 et 2016, en raison d'un incendie, permet à certains responsables politiques locaux d'appuyer l'intérêt du projet de contournement est. Les opposants au projet y ont vu au contraire la preuve que des alternatives existaient pour les poids lourds en transit (passage par l'ouest de Rouen via à l'A151, l'A150, le pont Gustave-Flaubert et la Sud 3) et le trafic local (développement des transports en commun).

### Chronologie
- 1972 : Inscription pour la première fois au Schéma directeur d'aménagement et d'urbanisme (SDAU)
- Années 90 : relance du projet
- Du 9 juin au 9 novembre 2005 : débat public
- 18 septembre 2013 : saisine de la Commission Nationale du débat public par le ministre des transports.
- Du 2 juin et le 12 juillet 2014 : concertation
- Du 12 mai au lundi 11 juillet 2016 : enquête publique[11]
- 13 septembre 2017 : accord sur le financement entre les collectivités locales.
- 14 novembre 2017 : signature du décret d'utilité publique[1],[12].
- 19 novembre 2020 : Par décision du Conseil d’État du 19 novembre 2020 [13], les recours juridiques ont été rejetés et son utilité publique a été confirmée
- 2 février 2022 : l'État lance la procédure d’appel d’offres avec la publication de l'appel à candidatures pour la concession (clos le 1er juillet 2022). Le choix définitif du concessionnaire devait être arrêté fin 2023, début 2024[14]. En mars 2024 cependant, le gouvernement décide de relancer la concertation[15].

## Critique du projet
Les nombreux opposants au projet actuel[réf. nécessaire] en particulier du barreau de raccordement à la RD18E (tronçon 134) et du barreau eurois prévu en lisière de la forêt de Bord (partie sud du tronçon A133) se sont regroupés au sein d'un collectif d'associations depuis la concertation publique de 2014, dont l'association de maires « ACCES » (Association des communes pour un contournement est soutenable) représentant environ 80 000 habitants. Parmi ces dernières, certaines proposent, à l'instar des associations citoyennes « APACHE » (Association préservons un air de campagne aux Authieux et son environnement) et « Non à l'Autoroute », des solutions moins coûteuses et affectant moins l'environnement comme :
- la finalisation des bretelles du pont Flaubert pour former un véritable contournement par l'ouest gratuit pour les usagers ;
- la réutilisation des rampes d'accès existantes sur l'A13 à hauteur de Sotteville-sous-le-Val pour ensuite longer la voie ferrée jusqu'à la D321 allant vers la vallée de l'Andelle avant de remonter vers le nord en direction d'Isneauville ;
- l'adaptation de la sortie 20 au niveau de Criquebeuf-sur-Seine sur l'A13 avec réutilisation de la déviation de Pont-de-l'Arche / Les Damps ouverte en 2010  qui serait complétée par la construction d'un nouveau pont à hauteur du Manoir-sur-Seine / Pitres avant de remonter vers le nord comme précédemment.

L'association « Effet de serre toi-même ! » publie des dossiers et documents afin d'affirmer son opposition résolue au projet.
Au début 2018, plusieurs recours gracieux, et contentieux ont été adressés au Premier ministre et au ministre de la Transition écologique et solidaire pour demander soit l'abandon du projet actuel, soit l'étude d'alternatives négligées jusqu'à présent depuis le débat public de 2005, tout en réclamant notamment l'application d'une procédure d'analyse du besoin et l'examen comparatif des solutions possibles par des experts indépendants, de manière similaire à celle mise en œuvre pour décider d'agrandir l'aéroport nantais existant au détriment de la réalisation d'un nouvel aéroport à Notre-Dame-des-Landes.
Du 5 au 8 mai 2023, plus de 4 000 personnes ont participé au festival militant « Des bâtons dans les routes » à Léry dans l’Eure, en lisière de la forêt de Bord, à l'initiative du collectif Collectif Non A133-A134, les Soulèvements de la Terre et les Naturalistes des terres,,.